# Empalme
Empalme est une ville de l’État de Sonora, au Mexique.
C'est le siège de la municipalité de Empalme.